# Iqaluit
Iqaluit (udtalt [eqɑluit], ofte udtalt /ɨˈkæljuːɨt/ på engelsk, før 1987 kendt som Frobisher Bay) er hovedstaden og den største by i territoriet Nunavut i Canada. Byen ligger på sydkysten af Baffin Island, ved Frobisher Bay. I 2016 havde byen 7.082 indbyggere. Byen blev først bosat i 1942, da den blev etableret som en amerikansk flybase. Den har vært territoriehovedstad siden territoriet blev oprettet i 1999. 
Iqaluit er kendt for det inuitiske universitet: Nunavut Arctic College.

## Historie
Området i og rundt Iqaluit har i flere tusinder år blevet brugt som et fiskested af inuitterne i området.
2. verdenskrig førte til en større øgning af canadisk og amerikansk virksomhed i området. I 1942 byggede amerikanerne en flybase i området, som førte til at de første permanente indbyggerne slog sig ned. Stedet fik også navnet Frobisher Bay af de amerikanske og canadiske myndigheder.
Efter 2. verdenskrig steg indbyggertallet som følge af områdets betydning i NORAD projektet under Den kolde krig. I 1957 havde byen 1.200 indbyggere, og i 1959 havde stedet en børnehave, skole og flere sociale tjenester.
Indbyggertallet fortsatte med at vokse efter 1960'erne, dette var overvejende på grund af, at inuitterne blev opfordret til at bosætte sig permanent af den canadiske regering.